# الحقوق الأساسية

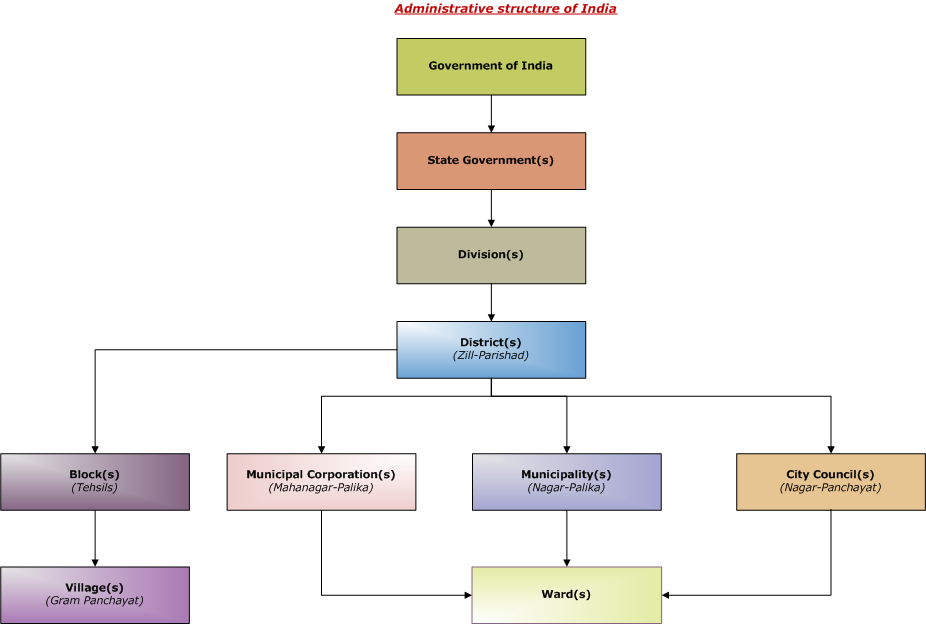
صورة لوصف إعداد الكيانات الإدارية في الهند

## قائمة حقوق الإنسان الرئيسيَّة
تشمل هذه القائمة مجموعة الحقوق المعترف بها عالميَّاً والتي تعتبر أساسيَّة، أي تلك الورادة في إعلان الأمم المتحدة العالمي لحقوق الإنسان، أو الاتفاقيَّة الدوليَّة الخاصَّة بالحقوق المدنيَّة والسياسيَّة، أو الاتفاقيَّة الدوليَّة الخاصَّة بالحقوق الاقتصادية والاجتماعيَّة والثقافيَّة، وهذه الحقوق هي:
- حق تقرير المصير[1]
- حق الحريَّة[2]
- الحق في مراعاة القوانين[2]
- الحق في حرية الحركة[3]
- الحق في حرية الفكر[4]
- الحق في الحريَّة الدينيَّة[4]
- الحق في حريَّة التعبير[5]
- حق التجمُّع السلمي[6]
- الحق في حرية إنشاء الجمعيات [7]

## المعنى القانوني للحقوق الأساسيَّة في الولايات المتحدة الأمريكيَّة
تعتبر العديد من حقوق الإنسان على نطاق واسع على أنَّها من الحقوق الأساسيَّة، ولكنَّ تصنيف حق ما على أنَّه «أساسي» يستدعي مراعاة العديد من الاعتبارات القانونيَّة الخاصة التي تستخدمها المحاكم لتحديد الظروف التي قد تعتبر حكومة الولايات المتحدة وحكومات الولايات المختلفة على أنَّها من ضمن هذه الحقوق، فمثلاً تتمُّ دراسة الأسس التاريخيَّة لتلك الحقوق وتحديد فيما إذا كانت حماية هذه الحقوق تعتبر جزءاً من تقاليد قديمة مُتَّبعة، وقد تضمنُ الولايات حقوقاً أخرى وتعتبرها حقوقاً أساسيَّة للإنسان، أي أنَّ هذه الولايات تستطيع إضافة حقوق جديدة إلى الحقوق الأساسيَّة الأمريكيَّة ولكنَّها لا تستطيع أبداً أن تُقلِّل أو تنتهك شيئاً من هذه الحقوق، وحتى لو جرى هذا الانتهاك تحت غطاء إجراءات تشريعيَّة مُعيَّنة يمكن الطعن به في المحاكم الخاصَّة. 

## حقوق الإنسان الأساسيَّة في دول عالم المختلفة

### كندا
يُحدِّد ميثاق الحقوق والحريَّات في كندا أربع حريَّات رئيسيَّة وهي:
- حريُّة الفكر والدين
- حريُّة الاعتقاد والرأي والتعبير ويشمل حريُّة الصحافة ووسائل الإعلام الأخرى
- الحق في التجمُّع السلمي
- الحق في إنشاء الجمعيَّات

### الاتحاد الأوربي
لا يوجد في دول أوروبا المختلفة عقيدة قانونيَّة وقضائيَّة واحدة حول حقوق الإنسان الأساسيَّة، ولكنَّ قانون الاتحاد الأوروبي يقرُّ عدداً من هذه الحقوق ويحميها عن طريق وسائل عديدة، وتُلزم الاتفاقيَّة الأوروبيَّة لحقوق الإنسان كل دولة عضو في الاتحاد الأوروبي بضمان وحماية مجموعة من حقوق الإنسان، وتملك المحكمة الأوروبيَّة لحقوق الإنسان سلطة الفصل في انتهاكات هذه الحقوق.
الهند
حاولت الهند تطوير وثيقة دستوريَّة لحقوق إنسان خاصَّة بها اقتداءً بوثيقة حقوق الإنسان في إنكلترا (1689)، ووثيقة الولايات المتحدة الأمريكية لحقوق الإنسان (1791)، وإعلان حقوق الإنسان الفرنسي (1789)، كان قانون عام 1919 قد أعطى صلاحيات واسعة للحكومة البريطانيَّة التي تسيطر على الهند وسمح باعتقال واحتجاز أي فرد لأجلٍ غير مسمى وبالرقابة المُكثَّفة على وسائل الإعلام ممَّا أدَّى لموجات واسعة من الاحتجاج والمظاهرات والعصيان المدني وقادت في النهاية لوضع قانون لحقوق الإنسان لاحقاً.
تتناقض بعض حقوق الإنسان الأساسيَّة في الهند مع نظيرتها في الولايات المتحدة الأمريكيَّة، لأنَّها تنطوي على العديد من الخصوصيَّات وتكون أكثر تفصيلاً بكثير في بعض الحالات، على سبيل المثال فإنَّ قانون الحقوق الأمريكي الذي تُحدِّده التعديلات العشرة الأولى في الدستور الأمريكي لا يذكر صراحةً إلَّا بعض هذه الحقوق، وبإمكان المحكمة العليا خلال عمليَّة الاستئناف وضع قيود على هذه الحقوق.
هناك سبعة حقوق أساسيَّة في الهند هي:
- حق المساواة
- حق الحريَّة والذي يشمل: حريَّة التعبير والحق في التجمُّع السلمي وحريُّة إنشاء الجمعيَّات والنقابات والحق في التنقُّل بحريَّة في جميع أنحاء دولة الهند والحق في الإقامة أو الاستقرار في أيِّ جزءٍ من أراضي الهند والحق في ممارسة أيِّ مهنة أو الاستمرار في ممارسة أيِّ مهنة
- الحق في حريُّة الدين
- الحق في الحماية من الاستغلال
- الحقوق التعليميَّة والثقافيَّة
- الحقوق الدستوريَّة
- حق التصويت فوق عمر الـ 18 سنة

وأضيف حديثاً حقَّان جديدان هما:
- الحق في التعليم وهو الحق الأساسي السابع الذي تمَّت إضافته حديثاً في الدستور الهندي بعد التعديل رقم 886 لعام 2002 بموجب المادة 21A وتمَّ تمكين هذا الحق في العام 2010 وأضيف إلى قائمة الحقوق الأساسيَّة الهنديَّة في عام 2017.
- حق الخصوصيَّة

### الولايات المتحدة الأمريكيَّة
تتمتَّع حقوق الإنسان الأساسيَّة بأهميَّة خاصَّة في دستور الولايات المتحدة الأمريكية، هذه الحقوق المذكورة في الدستور الأمريكي مُعترف بها باعتبارها «أساسيَّة» من قبل المحكمة العليا في الولايات المتحدة، ووفقاً للمحكمة العليا فإنَّ الحقوق التي يتمُّ إدراجها تحت بند الحقوق الأساسيَّة تعتبر قويَّة جداً لحد أنَّ أي قانون يقيدها أو يحدُّ منها يجب أن يكون بسبب ظرف قاهر على مستوى الدولة وأن يتم تكييفه بشكل حصري ومُحدَّد ليتَّفق مع هذا الظرف.
بحسب التفسير الأصلي لوثيقة الحقوق في الولايات المتحدة فإنَّ الحكومة الفيدراليَّة هي وحدها التي تلتزم بها، ولكن في عام 1835 حكمت المحكمة العليا الأمريكية في قضية «بارون ضد بالتيمور» بالإجماع على أنَّ شرعيَّة الحقوق لا تنطبق على الولايات، وخلال إعادة الإعمار أثناء الحرب الأهليَّة تمَّ تبني التعديل الرابع عشر في عام 1868 لتصحيح هذا الوضع من أجل تطبيق الدستور بشكلٍ كامل على جميع الولايات الأمريكية، وفي عام 1873 ألغت المحكمة العليا اللغة الأساسيَّة للتعديل الرابع جميع الامتيازات والحصانات لجميع الأشخاص في الولايات المتحدة، ولكنَّ هذا القرار وما نتج عنه سمح لاحقاً بانتشار التمييز العنصري وزيادة وتيرته، ولكنَّ قضاة المحكمة العليا وجدوا في وقتٍ لاحق طريقةً للتغلُّب هلى هذه القيود، فتمَّ إنشاء مفهومٍ يُعرف بالتأميم الانتقائي، وبموجب هذه النظريَّة القانونيَّة استخدمت المحكمة العليا ما تبقى من حماية ممكنة يوفِّرها التعديل الرابع عشر من أجل تحقيق حماية حق المساواة والقيام بالإجراءات القانونية الواجبة لدمج العناصر الفردية في وثيقة الحقوق ضدَّ الولايات، وكان المعيار الذي تمَّ اعتماده لتحديد الحقوق الأساسيَّة بتلك التي من المفترض أن تكون مُضمَّنة في مفهوم الحريَّة المُنظَّمة أو الحقوق ذات الامتداد العميق في تاريخ الأمَّة الأمريكيَّة وجذورها التراثيَّة وتقاليدها، هذا كان مسار العمليَّة المتواصلة التي بموجبها تمَّ دمج جميع الولايات وجميع الأفراد تحت سلطة ميثاق الحقوق، امتدَّت هذه العمليَّة لأكثر من نصف قرن مع إدراج بند حريَّة التعبير الوارد لأوَّل مرَّة في التعديل الأول عام 1925، أمَّا أحدث التعديلات التي تمَّ إدماجها بشكلٍ أساسي هي حق التعديل الثاني في امتلاك وحمل السلاح للدفاع عن النفس والذي صدر عام 2010 في قضيَّة ماكدونالد ضدَّ شيكاغو.
وعلى كلِّ حال لم يتم إدراج جميع البنود في التعديلات، على سبيل المثال لا يُطلب من الولايات الأمريكيَّة أن تلتزم بشروط التعديل الخامس في لائحة الاتهام من هيئة المحلفين الكبرى، بدلاً من ذلك تختار العديد من الولايات استخدام جلسات الاستماع الأوليَّة عوضاً عن هيئات المحلَّفين الكبرى، ويمكن أن تتضمَّن القضايا المستقبليَّة بنوداً إضافيَّة من لائحة الحقوق ضدَّ الولايات.
تسرد وثيقة الحقوق عدداً مُحدَّداً من الحقوق الأساسيَّة، ولكن المحكمة العليا أضافت واعترفت بالعديد من الحقوق الأساسيَّة غير المنصوص عليها بدقَّة في الدستور الأمريكي ووثيقة الحقوق، ومنها مثالاً لا حصراً:
- الحق في السفر بين الولايات
- حقُّ الأبوة والأمومة للأولاد[9]
- حق الخصوصيَّة[10]
- حق الزواج [11]
- حق الدفاع عن النفس

عادةً ما يتمُّ تقييم أي قيود يضعها النظام الأساسي للحكومة أو سياستها على هذه الحقوق بشكلٍ صارم، وإذا تمَّ حرمان أي شخص من حقوقه أو انتهك هذه الحقوق فإنَّه يحقُّ له التقدُّم باعتراض وفق الإجراءات القانونيَّة المُتَّبعة.
خلال حقبة لوشنر اعتبر الحق في حريَّة التعاقد أساسيَّاً، وأصبحت القيود المفروضة على هذا الحق تخضع لرقابة صارمة بعد قرار المحكمة العليا لعام 1937 في قضيَّة شركة الساحل الغربي ضدَّ باريش، ومع ذلك أصبح الحقُّ في التعاقد أقلُّ أهميَّة في سياق الإجراءات القانونيَّة الموضوعيَّة وتمَّ إعادة تقييم القيود المفروضة عليه بطريقة عقلانيَّة.